# Sliabh gCua
Sliabh gCua és un districte tradicional de l'oest del Comtat de Waterford, Irlanda, entre Clonmel i Dungarvan, que cobreix àrees com Touraneena, Ballinamult i Knockboy. En antics escrits la seva localització és força imprecisa, sovint abasta les muntanyes Knockmealdowns, Monavullagh i Comeraghs. Fou una àrea de parla irlandesa fins a finals del segle xix. Molta gent associada a la tradició musical irlandesa sean-nós, com Pádraig Ó Mileadha i Labhrás Ó Cadhla, eren de Sliabh gCua. Una de les cançons d'emigrants preferides és el cànon sean-nós Sliabh Geal gCua na Féile, escrit per Ó Mileadha quan treballava al país de Gal·les.

## Knockboy
A l'església del segle xii de Knockboy s'hi ha observat escrits ogham. Dan Fraher, qui va donar nom als camps de Fraher Field de la GAA a Dungarvan, va venir de Skeheens a Sliabh gCua i fou enterrat al cementiri de Knockboy.